# Iglesia y cementerio metodista de Shady Grove
La Iglesia y cementerio metodista de Shady Grove es una histórica iglesia metodista ubicada en Logan, Alabama, Estados Unidos. La iglesia fue construida en 1892, se agregó al Registro de Monumentos y Patrimonio de Alabama en 1999 y al Registro Nacional de Lugares Históricos en 2002.